# Манфорд (Теннессі)
Манфорд (англ. Munford) — місто (англ. city) в США, в окрузі Тіптон штату Теннессі. Населення — 6302 особи (2020).

## Географія
Манфорд розташований за координатами 35°26′41″ пн. ш. 89°48′40″ зх. д. / 35.44472° пн. ш. 89.81111° зх. д. (35.444631, -89.811159).  За даними Бюро перепису населення США в 2010 році місто мало площу 22,17 км², з яких 22,14 км² — суходіл та 0,04 км² — водойми. В 2017 році площа становила 23,82 км², з яких 23,79 км² — суходіл та 0,04 км² — водойми.

## Демографія
Згідно з переписом 2010 року, у місті мешкало 5927 осіб у 2174 домогосподарствах у складі 1667 родин. Густота населення становила 267 осіб/км².  Було 2301 помешкання (104/км²).
Расовий склад населення:
| - 87,9 % — білих - 7,2 % — чорних або афроамериканців - 1,5 % — азіатів - 0,6 % — корінних американців - 0,2 % — вихідців з тихоокеанських островів - 1,0 % — осіб інших рас |

До двох чи більше рас належало 1,6 %. Частка іспаномовних становила 3,0 % від усіх жителів.
За віковим діапазоном населення розподілялося таким чином: 28,2 % — особи молодші 18 років, 60,8 % — особи у віці 18—64 років, 11,0 % — особи у віці 65 років та старші. Медіана віку мешканця становила 36,7 року. На 100 осіб жіночої статі у місті припадало 91,9 чоловіків;  на 100 жінок у віці від 18 років та старших — 88,6 чоловіків також старших 18 років.
Середній дохід на одне домашнє господарство  становив 79 065 доларів США (медіана — 63 542), а середній дохід на одну сім'ю — 82 856 доларів (медіана — 62 981). Медіана доходів становила 46 875 доларів для чоловіків та 38 391 долар для жінок. За межею бідності перебувало 9,2 % осіб, у тому числі 13,3 % дітей у віці до 18 років та 2,3 % осіб у віці 65 років та старших.
Цивільне працевлаштоване населення становило 2872 особи. Основні галузі зайнятості: освіта, охорона здоров'я та соціальна допомога — 19,9 %, роздрібна торгівля — 17,5 %, виробництво — 12,1 %, мистецтво, розваги та відпочинок — 7,9 %.